# Kannada nyelv
 A kannada nyelvet ( ಕನ್ನಡ ) a dél-indiai Karnátaka államban beszélik, mintegy 44 millióan. Egyike India 22 hivatalos nyelvének. Irodalmisága az ezredforduló tájától számítható.
Több dialektusa létezik és néhány kisebb nyelv is a kannada betűkészletet használja a térségben, például a konkáni és a tulu nyelv. A kannada nyelvet régebben canarisnak is hivták. A dravida nyelvcsalád harmadik legnagyobb elterjedésű nyelve a tamil és a telugu mellett.
A dravidák India őslakosai voltak, már az indoeurópai nyelvű hindu behatolás előtt az indiai félszigetet lakták.

## Története
A kannada nyelv fejlődése a dravida nyelvcsalád többi tagjához hasonlóan, eleinte független volt a szanszkrittól és évszázadokon át alig változott. Később jelentős szókincset, helyesírási szabályt vett át tőle.
Az első írásos emlékek a nyelv korainak nevezett fejlődési szakaszából valók. Az 5. században keletkezett kőoszlopokon olvashatóak a legrégebbi kannada nyelvű mondatok.
Az első teljes irodalmi alkotás a Rasrakuta dinasztia (Rashrakuta) idejéből, a 9-10. századból maradt fenn. A szanszkrit nyelv hatása ebben az időszakban már érezhető.
A kannada irodalom és művészet a Vidzsajanagar birodalom (Vijayanagar, 1336-1565) idején élte fénykorát. A birodalom központja a mai Hospet városától 13 km-re fekvő Hampi volt. A 16. században a muszlim vallású mogulok - akik addigra az indiai szubkontinens nagy részét már elfoglalták - dél felé kezdtek terjeszkedni. 1565-ben elfoglalták a birodalom fővárosát és a templomokban, épületekben az isten és emberábrázolások nagy részét vallási okokból elpusztították, a szobrokat megcsonkították. A feliratok viszont általában épek maradtak. Hampi romvárosa, templomai óriási területen, lazán, szétszórtan helyezkednek el, a terület jelenleg a világörökség részét képezi.
A Vidzsajanagar birodalom bukása után a kannada nyelv, irodalom és kultúra központja a Maiszúri Királyság lett. A ma hivatalos nyelvként kannadát használó Karnátaka állam fővárosa is eleinte Maiszúr volt, a mai főváros 1973-óta a modern, gyorsan fejlődő, jelenleg kb. 5,2 millió lakosú Bengaluru lett.

## Nyelvtana
A kannada nyelv ragozó nyelv, megkülönböztet három nemet (hím-, nő- és semleges nem), egyes, illetve többes számot.
A hímnemű szavak mindig "a"-ra végződnek, pl. Brahma Isten neve, a nőnemű szavak pedig mindig "i"-re, pl. Szaraszvati istennő neve, vagy a kislány szó: "kumari", de ezek mind férfi vagy női kötődésűek. Azok a szavak, amelyeknek nincs határozott férfi vagy női kötődése - így a legtöbb szó -, semleges neműek. Például szeretet: "príti", fa: "mara", víz: "níru".

## Írás
A kannada írás összesen negyvenkilenc írásjelet használ, melyek kisebb része önálló hangzókat jelöl, többségük szótagokat.